# Michael Schulz (Musiker)
Michael Schulz (* 8. Juli 1963 in Dresden) ist ein deutscher Jazzmusiker, Saxophonist und Komponist. 

## Wirken
Schulz spielt als Saxophonist zeitgenössischen Jazz. Sein Wirkungsfeld umfasst neben seinem Trio und dem Projekt Blue Tune auch eigenständige Solo-Improvisationen. In seinen Projekten spielt er hauptsächlich mit Andreas Gundlach, Erika Bosse oder Jochen Aldinger am Piano und mit Ulli Niedermüller oder Matthias Macht am Schlagzeug.
Weitere Zusammenarbeiten fanden mit Annette Jahns, Frieder W. Bergner, Fred Van Hove, Conny Bauer, Hannes Zerbe, Manfred Hering und Hagen Gebauer im Jazz, mit Wolfgang Hilbig, Norbert Eisold, Wolfgang Dehler, Wolfgang Zander, Christian Hussel, Fritz Rudolf Fries und Andreas Körner im musikalisch-literarischen Grenzbereich sowie mit Angela Hampel, Petra Kasten und Volker Lenkeit in der Bildenden Kunst statt. Schulz schrieb auch Musik über bekannte Bildende Künstler wie Picasso, Beuys, Feininger und führte diese auf.
2007 erhielt er als Kunstpreis ein Stipendium der Kulturstiftung Sachsen-Anhalt und widmete sich den Fugen von Lyonel Feininger. Im gleichen Jahr kam es zur Aufführung des Werkes im Rahmen des Quedlinburger Musiksommers, im Meißner Dom u. a. Es erschien zum Konzert die Veröffentlichung vor den bildern. Feininger mit Textbeiträgen von Mathias Bäumel und Norbert Eisold und einem Film von Andreas Körner. Sein Konzertprogramm für „Borderline. Schulz und Schlagzeuger“ spielte er mit verschiedenen nationalen und internationalen Schlagzeugern im Duo.
Schulz gastierte in Korea, Japan, Italien, Frankreich, Schweden, den USA, Tschechien, Österreich und der Schweiz. Seine Musik wurde auch in Dokumentarfilmen als Filmmusik verwendet. Er lebt seit 2013 in Mexiko-Stadt, wo er am Colegio Aleman lehrt. Sein Trio tourt in Mexiko und den USA unter dem Namen CSR mit Carlos Cavez (dr) und Victor Rincon (b).

## Diskographische Hinweise
- 1992/2003: „Taktwechsel“ (Kunstbuch mit MC, 2. Aufl. mit CD); mlm records
- 1998: „Mueller – Walk upright and take control“  CD
- 1999: Wolfgang Zander „hineingefroren“ Book mit CD, Pauselius Medienproduktionen Leipzig; mlm records
- 2000: „Michael Schulz Trio – Querschnitt“ CD, Limited Edition, mlm records (mit Van Hove, Hering u. a.)
- 2002: mit Andreas Körner: „Endlich Daunchen“ CD (HörMusikBuch für Kinder); mlm records
- 2007: „vor den bildern. Feininger“ Kunstbuch mit CD und DVD (Film: Andreas Körner); mlm records